# Nohup
nohup je POSIX příkaz umožňující ignorovat signál HUP. Signál HUP je způsobem, jakým terminál dává najevo, že se uživatel odhlásil. Výstup, který by obvykle putoval do terminálu, je namísto toho přesměrován do souboru nohup.out, pokud nebyl přesměrován jinak. 

## Použití
První z těchto příkazů spustí příkaz abcd tak, aby ho následné odhlášení nezastavilo. 
```
$ nohup abcd &
$ exit

```